# 니트라리아과
니트라리아과(Nitrariaceae)는 무환자나무목에 속하는 속씨식물과의 일종이다. 3개의 속, 니트라리아속(Nitraria)과 페가눔속(Peganum) 그리고 테트라디클리스속(Tetradiclis)에 모두 16종을 포함하고 있다. 분포 지역은 중앙아시아 서부에서 아프리카 북부와 유럽 남부지만 중앙아메리카와 오스트레일리아에서도 발견된다.

## 하위 속
- 니트라리아속 (Nitraria)
- 페가눔속 (Peganum)
- 테트라디클리스속 (Tetradiclis)